# Corot-3b

Corot-3b, tidigare känd som Corot-Exo-3b, är en himlakropp som kretsar runt stjärnan CoRoT-3. Corot-3b har en massa på 20 så stor massa som Jupiter och upptäcktes 2008. Den är en planet eller en brun dvärg.